# Henry Huber
Henry Allen Huber (* 6. November 1869 in Evergreen, Allegheny County, Pennsylvania; † 31. Januar 1933 in Madison, Wisconsin) war ein US-amerikanischer Politiker. Zwischen 1925 und 1933 war er Vizegouverneur des Bundesstaates Wisconsin.

## Werdegang
Im Alter von zehn Jahren kam Henry Huber mit seinen Eltern nach Pleasant Springs in Wisconsin. Nach einem Jurastudium an der University of Wisconsin in Madison und seiner 1892 erfolgten Zulassung als Rechtsanwalt begann er in Stoughton in diesem Beruf zu arbeiten. Gleichzeitig schlug er als Mitglied der Republikanischen Partei eine politische Laufbahn ein. In den Jahren 1905 und 1906 saß er in der Wisconsin State Assembly; von 1913 bis 1924 gehörte er dem Staatssenat an. Dort brachte er 1913 das nach ihm benannte Huber Law ein, nach dem bestimmte Strafgefangene tagsüber einer Arbeit nachgehen konnten.
1924 wurde Huber an der Seite von John J. Blaine zum Vizegouverneur von Wisconsin gewählt. Dieses Amt bekleidete er nach drei Wiederwahlen zwischen 1925 und 1933. Dabei war er Stellvertreter des Gouverneurs und Vorsitzender des Staatssenats. Nach Blaine diente er auch unter dessen Nachfolgern Fred R. Zimmerman, Walter Kohler und Philip La Follette. Hubers Amtszeit endete am 2. Januar 1933. Er starb nur wenige Wochen später, am 31. Januar, an Herzversagen in einem Krankenhaus in Madison.